# Петър Атонски
Петър Атонски (на средногръцки: Οσιος Πετρος Ο Θεοφορος Ο Εν Αθω Ασκησας) е християнски аскет, атонски отшелник и светец, почитан на 12 юни от Православната църква и, заедно със събора на всички монашески отци от Атон, от Католическата църква.
Той е от гръцки произход и по професия е войник. Воювайки срещу арабите, той е заловен, окован и хвърлен в затвора, след което прекарва дълго време в град Амари в близост до река Ефрат, молейки се на Бог да го освободи от подземията и да го заведе в пустиня, където да се посвети на молитвен подвиг.